# Senecio adglacialis
Senecio adglacialis là một loài thực vật có hoa trong họ Cúc. Loài này được Cuatrec. miêu tả khoa học đầu tiên năm 1951.